# Luz da inspiração
Luz da inspiração é o quarto álbum de estúdio do sambista carioca Candeia. Foi lançado em 1977 pela gravadora WEA.

## Faixas

### Disco
Lado A
1. Riquezas do Brasil (Brasil Poderoso) (Candeia / Waldir 59) - 4:02
2. Maria Madalena da Portela (Aniceto) - 5:08
3. Olha o Samba Sinhá (Samba de Roda) (Candeia) - 2:31
4. Vem Menina Moça (Candeia) - 3:39
5. Nova Escola (Candeia) - 4:08
6. Já Curei Minha Dor (Padeirinho) - 2:47

Lado B
1. Luz da Inspiração (Candeia) - 3:40
2. Me Alucina (Candeia / Wilson Moreira) - 3:28
3. Falso Poder (Ser Ou Não Ser) (Candeia) - 3:53
4. Era Quase Madrugada (Candeia / Casquinha) - 2:36
5. Cabocla Jurema (Candeia) - 3:17
6. Pelo Nosso Amor (Cartola) - 3:14